# Bowstring Lake (Minnesota)
Bowstring Lake es un territorio no organizado ubicado en el condado de Itasca en el estado estadounidense de Minnesota. En el Censo de 2010 tenía una población de 1166 habitantes y una densidad poblacional de 1,58 personas por km².

## Geografía
Bowstring Lake se encuentra ubicado en las coordenadas 47°31′22″N 94°12′33″O / 47.52278, -94.20917. Según la Oficina del Censo de los Estados Unidos, Bowstring Lake tiene una superficie total de 735.78 km², de la cual 555.93 km² corresponden a tierra firme y (24.44%) 179.85 km² es agua.

## Demografía
Según el censo de 2010, había 1166 personas residiendo en Bowstring Lake. La densidad de población era de 1,58 hab./km². De los 1166 habitantes, Bowstring Lake estaba compuesto por el 37.05% blancos, el 0% eran afroamericanos, el 59.61% eran amerindios, el 0% eran asiáticos, el 0% eran isleños del Pacífico, el 0.17% eran de otras razas y el 3.17% pertenecían a dos o más razas. Del total de la población el 1.03% eran hispanos o latinos de cualquier raza.